# NGC 4253
NGC 4253 ist eine Balken-Spiralgalaxie mit aktivem Galaxienkern vom Hubble-Typ SBa im Sternbild Coma Berenices am Nordsternhimmel. Sie ist schätzungsweise 173 Millionen Lichtjahre von der Milchstraße entfernt und hat einen Durchmesser von etwa 45.000 Lichtjahren. 

Im selben Himmelsareal befinden sich u. a. die Galaxien NGC 4245, NGC 4272, NGC 4274, IC 779.
Das Objekt wurde am 3. Februar 1788 von dem Astronomen Wilhelm Herschel mithilfe seines 18,7 Zoll-Teleskops entdeckt.